# Tomás Balduino
Tomás Balduino, właśc. Paulo Balduino de Sousa Décio (ur. 31 grudnia 1922 w Posse, zm. 2 maja 2014 w Goiânii) – brazylijski duchowny katolicki, dominikanin, biskup diecezji Goiás w latach 1967–1998, teolog, działacz społeczny i obrońca praw człowieka, znany z zaangażowania na rzecz ludności tubylczej i bezrolnych chłopów w Brazylii. Był jednym z czołowych krytyków brazylijskiej dyktatury wojskowej (1964–1985).

## Życiorys
Urodził się w Posse, w stanie Goiás. Wstąpił do zakonu dominikanów i złożył pierwsze śluby zakonne w 1943. Święcenia kapłańskie przyjął w 1948.
W 1967 papież Paweł VI mianował go koadiutorem prałatury Santíssima Conceição do Araguaia oraz biskupem tytularnym Vicus Pacati. W listopadzie tego samego roku został konsekrowany na biskupa diecezji Goiás, którą kierował aż do przejścia na emeryturę w grudniu 1998.

## Działalność społeczna
Tomás Balduino był głęboko zaangażowany w działalność na rzecz sprawiedliwości społecznej. W 1972 był jednym z założycieli Rady Misyjnej Indian (CIMI) – organizacji kościelnej wspierającej prawa ludności tubylczej. W 1975 współtworzył Komisję Duszpasterstwa Ziemi (Comissão Pastoral da Terra, CPT) – pastoralną inicjatywę Konferencji Episkopatu Brazylii, która do dziś wspiera drobnych rolników, bezrolnych chłopów i obrońców środowiska w walce o dostęp do ziemi, wody oraz poszanowanie praw człowieka.
Jego działania miały charakter zarówno pastoralny, jak i polityczny. Był aktywnym krytykiem represji wojskowej dyktatury, opowiadał się za reformą rolną i wspierał powstawanie ruchów społecznych, takich jak Ruch Bezrolnych Pracowników Rolnych (MST).
Uważany jest za jednego z najważniejszych propagatorów teologii wyzwolenia.

## Wyróżnienia
W uznaniu za swoją działalność na rzecz ludów rdzennych i walki o prawa człowieka, w 2012 został uhonorowany przez prezydent Brazylii, Dilmę Rousseff.